# Ranipokhari Corner Team
Das Ranipokhari Corner Team ist ein Sportverein aus Ranipokhari in Nepal. Die Herren-Fußballmannschaft spielt in der höchsten Liga des Landes, der A-Division League. Die Heimspiele werden im Dasarath Rangasala Stadion ausgetragen.

## Geschichte
Gegründet 1932 zählt der Verein zu einem der ältesten des Landes. Neben dem Manang Marsyangdi Club ist er mit sechs gewonnenen Meisterschaften Rekordmeister des Landes. Der Verein nahm 1991 an der AFC Champions League teil, schied jedoch mit null Punkten und null Toren als Gruppenletzter aus.

## Vereinserfolge
- A-Division League
Meister 1972, 1973, 1974, 1979, 1982, 1984[2]